# Intuit
Intuit Inc. er en amerikansk erhvervssoftwarevirksomhed, der specialiseret i finansiel software. Intuit's produkter inkluderer skatteberegnings-applikationen TurboTax, personlig finansierings-appen Mint.com, regnskabsprogrammet QuickBooks, kreditovervågningstjenesten Credit Karma og email-markedsføringsplatformen Mailchimp. Deres primære marked er USA, hvor de har 95 % af deres omsætning.